# Omicidio di Claudio Domino
L'omicidio di Claudio Domino è stato un caso di cronaca italiana avente come oggetto l'assassinio su commissione, eseguito da Cosa nostra, di Claudio Domino, un bambino di undici anni.
La vittima era nata a Palermo l'8 gennaio 1975 e fu uccisa nella medesima città il 7 ottobre 1986.

## L'omicidio
La madre di Claudio Domino aveva una cartoleria in via Fattori, mentre il papà era un operaio SIP, ma avevano creato due società di pulizie. Una di queste si era aggiudicata l'appalto delle pulizie dell'aula bunker dove si stava svolgendo il maxiprocesso di Palermo. La sera del 7 ottobre 1986 Claudio stava passeggiando con un amichetto in una via del quartiere San Lorenzo di Palermo.
Un uomo che arrivava con una moto di grande cilindrata, una Kawasaki, chiese ai due bambini chi fosse Claudio Domino e alla risposta di Claudio l’uomo si avvicinò, tirò fuori una pistola 7,65 e da meno di un metro gli sparò in mezzo agli occhi, uccidendolo sul colpo.

## Le ipotesi sull'omicidio
Giovanni Bontate, durante il maxiprocesso di Palermo, lesse un comunicato a nome di tutti i detenuti della sua cella, dichiarando l'estraneità all'omicidio che definì "un atto di barbarie"..
Tra varie piste di indagine, si era inizialmente ipotizzato che Claudio Domino fosse stato ucciso perché testimone involontario di un sequestro o di un omicidio. Il collaboratore di giustizia Salvatore Cancemi rivelò: "Subito dopo l'omicidio di Claudio Domino, Totò Riina riunì la Commissione... e ordinò che tutti noi dovevamo impegnarci a scoprire i colpevoli e punirli...".
Secondo il pentito di mafia Giovanbattista Ferrante, invece, Claudio Domino sarebbe stato ucciso perché testimone involontario di scambi di stupefacenti tra spacciatori: Ferrante aveva dichiarato di essere stato il killer di Salvatore Graffagnino, titolare del bar davanti al quale era avvenuto l'omicidio, che venne sequestrato un mese dopo e sotto tortura avrebbe ammesso di essere stato il mandante assoldando un tossicodipendente per uccidere il bambino; l'ordine di uccidere Graffagnino sarebbe arrivato da Giovanni Brusca, in quello che fu definito un assassinio "pedagogico".
In una puntata di Non è l'Arena, andata in onda il 2 aprile 2023 sull'emittente televisiva LA7, il pentito Gaspare Mutolo ha raccontato che, da indagini interne a Cosa nostra, si era scoperto che il bambino era stato ucciso perché aveva sorpreso la madre baciarsi con Salvatore Graffagnino, poi ucciso prontamente dai mafiosi, una cosa che non avrebbe dovuto vedere e che avrebbe potuto riferire al padre; la donna però ha negato con fermezza questa versione dicendo di non aver mai preso neanche un caffè con l’uomo e di aver pensato per molto tempo invece che il figlio avesse assistito a un duplice omicidio. Nella stessa trasmissione anche l’ex magistrato Alfonso Sabella ha allontanato i sospetti da Cosa nostra mentre Antonio Ingroia e sempre Mutolo hanno dichiarato che Salvatore Graffagnino non c'entrava nulla con l’omicidio.